# Hermann Domsch

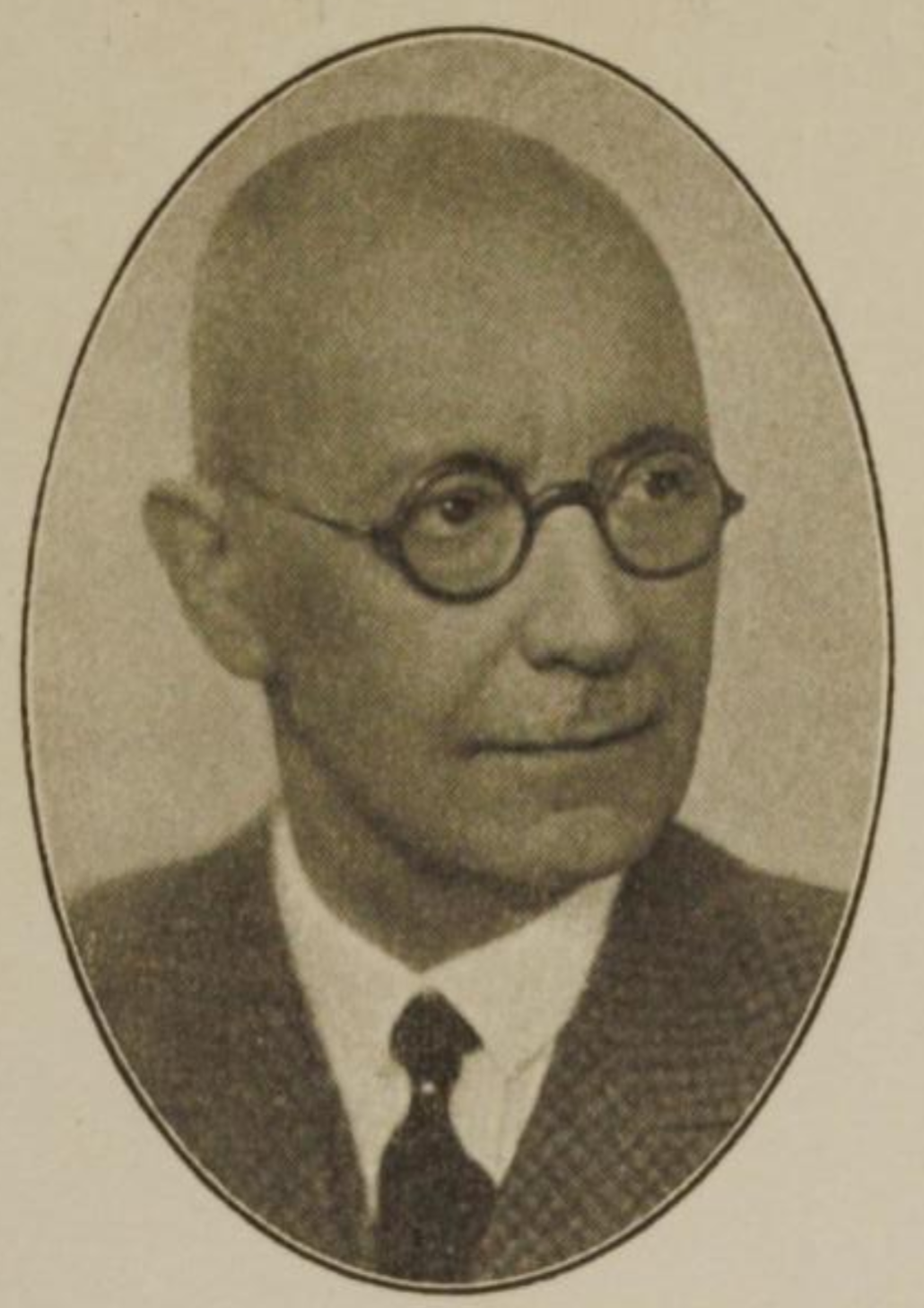
Hermann Domsch

Carl Hermann Domsch, modernisiert Karl Hermann Domsch (* 14. Februar 1871 in Freiberg; † 6. Dezember 1945 in Klotzsche) war ein deutscher Jurist, der zuletzt als Präsident der Reichsbahndirektion Dresden tätig war.

## Leben

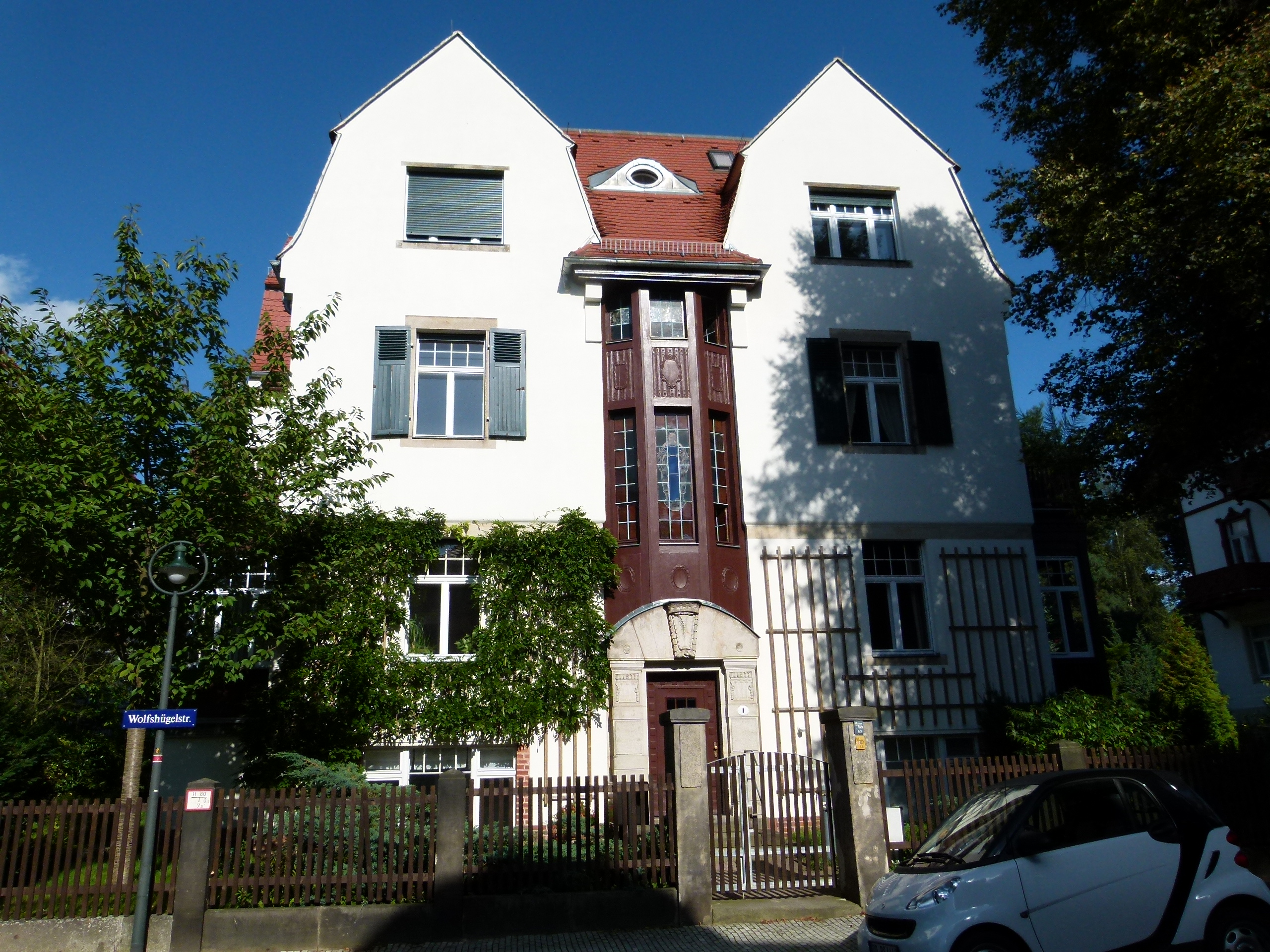
Villa Dresden-Weißer Hirsch, Wolfshüfelstr. 1, hier wohnte Domsch

Er war der Sohn des Ingenieurs und Papierfabrikdirektors Carl Arno Domsch und dessen Ehefrau Margarethe geborene Reinhard. Nach dem Schulbesuch studierte Hermann Domsch Rechtswissenschaften und promovierte 1897 zum Dr. jur. Das Thema seiner Dissertation lautete Die rechtliche Stellung des Handlungslehrlings.
Als Referendar war er ab 1897 zunächst in Herrnhut tätig und kam später in die sächsische Residenzstadt Dresden, die fortan seine Wirkungsstätte wurde, da er 1899 eine Stelle als Assessor an der Generaldirektion der Königlich Sächsischen Staatseisenbahnen erhielt. 1909 wurde er zum Finanzrat und 1919 zum Oberfinanzrat befördert. 1927 erfolgte seine Ernennung zum Abteilungsleiter und Direktor bei der Reichsbahndirektion Dresden. Ab 1. November 1931 war er dort Präsident. Als solcher konnte er 1935 das neue Verwaltungsgebäude der Reichsbahndirektion in der Wiener Straße 5b in Dresden einweihen. Am 1. Mai 1936 trat er in den Ruhestand.

## Schriften (Auswahl)
- (mit Max Leibbrand): Organisation und Durchführung des Betriebsdienstes und Verkehrsdienstes bei der Deutschen Reichsbahn. Berlin 1934.